# GRRR!
GRRRǃ je kompilační album britské rockové skupiny The Rolling Stones, které vyšlo v roce 2012. Bylo vydáno při příležitosti 50. výročí založení skupiny. Kompilace obsahuje největší hity i dvě nové skladby „Doom and Gloom“ a „One More Shot“.

## Seznam skladeb
| Pořadí | Skladba                                                                       | Původní album                                | Délka |
| ------ | ----------------------------------------------------------------------------- | -------------------------------------------- | ----- |
| 1.     | „Come On“ (Chuck Berry)                                                       | singl (1963)                                 | 1:51  |
| 2.     | „Not Fade Away“ (Charles Hardin/Norman Petty)                                 | The Rolling Stones (1964)                    | 1:48  |
| 3.     | „It's All Over Now“ (Bobby Womack/Shirley Jean Womack)                        | 12 X 5 (1964)                                | 3:28  |
| 4.     | „Little Red Rooster“ (Willie Dixon)                                           | The Rolling Stones, Now! (1965)              | 3:06: |
| 5.     | „The Last Time“                                                               | Out of Our Heads (1965)                      | 3:42  |
| 6.     | „(I Can't Get No) Satisfaction“                                               | Out of Our Heads (1965)                      | 3:45  |
| 7.     | „Get Off of My Cloud“                                                         | December's Children (And Everybody's) (1965) | 2:56  |
| 8.     | „As Tears Go By“ (Jagger/Richards/Andrew Loog Oldham)                         | December's Children (And Everybody's) (1965) | 2:46  |
| 9.     | „19th Nervous Breakdown“                                                      | singl (1966)                                 | 3:58  |
| 10.    | „Have You Seen Your Mother, Baby, Standing in the Shadow?“                    | Big Hits (High Tide and Green Grass) (1966)  | 2:37  |
| 11.    | „Paint It Black“                                                              | Aftermath (1966)                             | 3:24  |
| 12.    | „Let's Spend the Night Together“                                              | Between the Buttons (1967)                   | 3:37  |
| 13.    | „Ruby Tuesday“                                                                | Between the Buttons (1967)                   | 3:16  |
| 14.    | „Jumpin' Jack Flash“                                                          | singl (1968)                                 | 3:43  |
| 15.    | „Street Fighting Man“                                                         | Beggars Banquet (1968)                       | 3:15  |
| 16.    | „Sympathy for the Devil“                                                      | Beggars Banquet (1968)                       | 6:19  |
| 17.    | „Honky Tonk Women“                                                            | singl (1969)                                 | 3:02  |
| 18.    | „You Can't Always Get What You Want“ (radio edit)                             | Let It Bleed (1969)                          | 4:48  |
| 19.    | „Gimme Shelter“                                                               | Let It Bleed (1969)                          | 4:32  |
| 20.    | „Wild Horses“                                                                 | Sticky Fingers (1971)                        | 5:46  |
| 21.    | „Brown Sugar“                                                                 | Sticky Fingers (1971)                        | 3:50  |
| 22.    | „Tumbling Dice“                                                               | Exile on Main St. (1972)                     | 3:46  |
| 23.    | „It's Only Rock 'n Roll (But I Like It)“ (upravená verze)                     | It's Only Rock 'n Roll (1974)                | 4:11  |
| 24.    | „Angie“                                                                       | Goats Head Soup (1973)                       | 4:32  |
| 25.    | „Fool to Cry“ (upravená verze)                                                | Black and Blue (1976)                        | 4:08  |
| 26.    | „Beast of Burden“ (singl verze)                                               | Some Girls (1978)                            | 3:30  |
| 27.    | „Miss You“ (singl verze)                                                      | Some Girls (1978)                            | 3:34  |
| 28.    | „Respectable“                                                                 | Some Girls (1978)                            | 3:09  |
| 29.    | „Emotional Rescue“ (upravená verze)                                           | Emotional Rescue (1980)                      | 3:43  |
| 30.    | „Start Me Up“                                                                 | Tattoo You (1981)                            | 3:32  |
| 31.    | „Waiting on a Friend“                                                         | Tattoo You (1981)                            | 4:35  |
| 32.    | „Happy“                                                                       | Exile on Main St. (1972)                     | 3:06  |
| 33.    | „Undercover of the Night“ (upravená verze)                                    | Undercover (1983)                            | 4:13  |
| 34.    | „Harlem Shuffle“ (Earl Nelson/Robert Relf)                                    | Dirty Work (1986)                            | 3:23  |
| 35.    | „Mixed Emotions“ (singl verze)                                                | Steel Wheels (1989)                          | 4:00  |
| 36.    | „Love Is Strong“                                                              | Voodoo Lounge (1994)                         | 3:47  |
| 37.    | „Anybody Seen My Baby?“ (Jagger/Richards/k.d. lang/Ben Mink) (upravená verze) | Bridges to Babylon (1997)                    | 4:07  |
| 38.    | „Don't Stop“ (singl verze)                                                    | Forty Licks (2002)                           | 3:29  |
| 39.    | „Doom and Gloom“                                                              | novinka (2012)                               | 3:58  |
| 40.    | „One More Shot“                                                               | novinka (2012)                               | 3:05  |

## Obsazení
The Rolling Stones
- Mick Jagger – zpěv, kytara, harmonika
- Keith Richards – kytara, doprovodné vokály, zpěv
- Brian Jones – kytara, sitár, marimba, piáno, doprovodné vokály
- Mick Taylor – kytara, doprovodné vokály
- Ronnie Wood – kytara, doprovodné vokály
- Bill Wyman – baskytara
- Charlie Watts – bicí